# Philodromus caffer
Philodromus caffer är en spindelart som beskrevs av Embrik Strand 1907. Philodromus caffer ingår i släktet Philodromus och familjen snabblöparspindlar. Inga underarter finns listade i Catalogue of Life.